# North Bergen, New Jersey
North Bergen este un oraș din comitatul Hudson, statul New Jersey, Statele Unite ale Americii. Localitatea se află situată la altitudinea de 64 m, ocupă o suprafață de 14,6 km², dintre care 13,5 km² este uscat. Conform unei estimări demografice din anul 2006 orașul avea o populație de 57.237 de locuitori.

## Demografie
La recensământul din anul 2000 orașul avea:
- 58.092 loc. cu o densitate de 4.313,4 loc./km².
- 14.249 familii
- 67,36% sunt albi
- 2,72% afro-americani
- 0,40% amerindieni
- 6,47% asiatici
- 0,05% locuitori de pe insulele din Pacific
- 15,53% alte grupări etnice
- 7,47% metiși și mulatri
- 57,25% latino americani

## Vedeți și
- Lista orașelor din statul New Jersey

## Personalități marcante
Coordonate: 40° 48′ N, 74° 1′ W
- James L. Brooks, regizor și producător de filme
- Richard S. Castellano, actor